# Spargania daira
Spargania daira là một loài bướm đêm trong họ Geometridae.